# Susana Mora
Susana "Susie" Mora Chávez (Santa Ana, California, Estados Unidos, 26 de enero de 1979) es una exfutbolista mexicana nacida en Estados Unidos que jugó de defensa.
Criada en Mission Viejo, es hija de los mexicanos Florencio Mora y Martha Chávez, lo que le permitió ser convocada por México. Fue internacional absoluta del Tri Femenil durante seis años. Se graduó en la Universidad del Sur de California.
Se casó y pasó a llamarse Susie Cognetta en su país natal.

## Participaciones en Copas del Mundo
| Mundial                                 | Sede           | Resultado    | Partidos | Goles |
| --------------------------------------- | -------------- | ------------ | -------- | ----- |
| Copa Mundial Femenina de Fútbol de 1999 | Estados Unidos | Primera fase | 3        | 0     |

## Participaciones en Copa de Oro
| Copa                | Sede           | Resultado    | Partidos | Goles |
| ------------------- | -------------- | ------------ | -------- | ----- |
| Copa de Oro de 2002 | Estados Unidos | Tercer lugar | 4        | 0     |